# Torretta di Crucoli

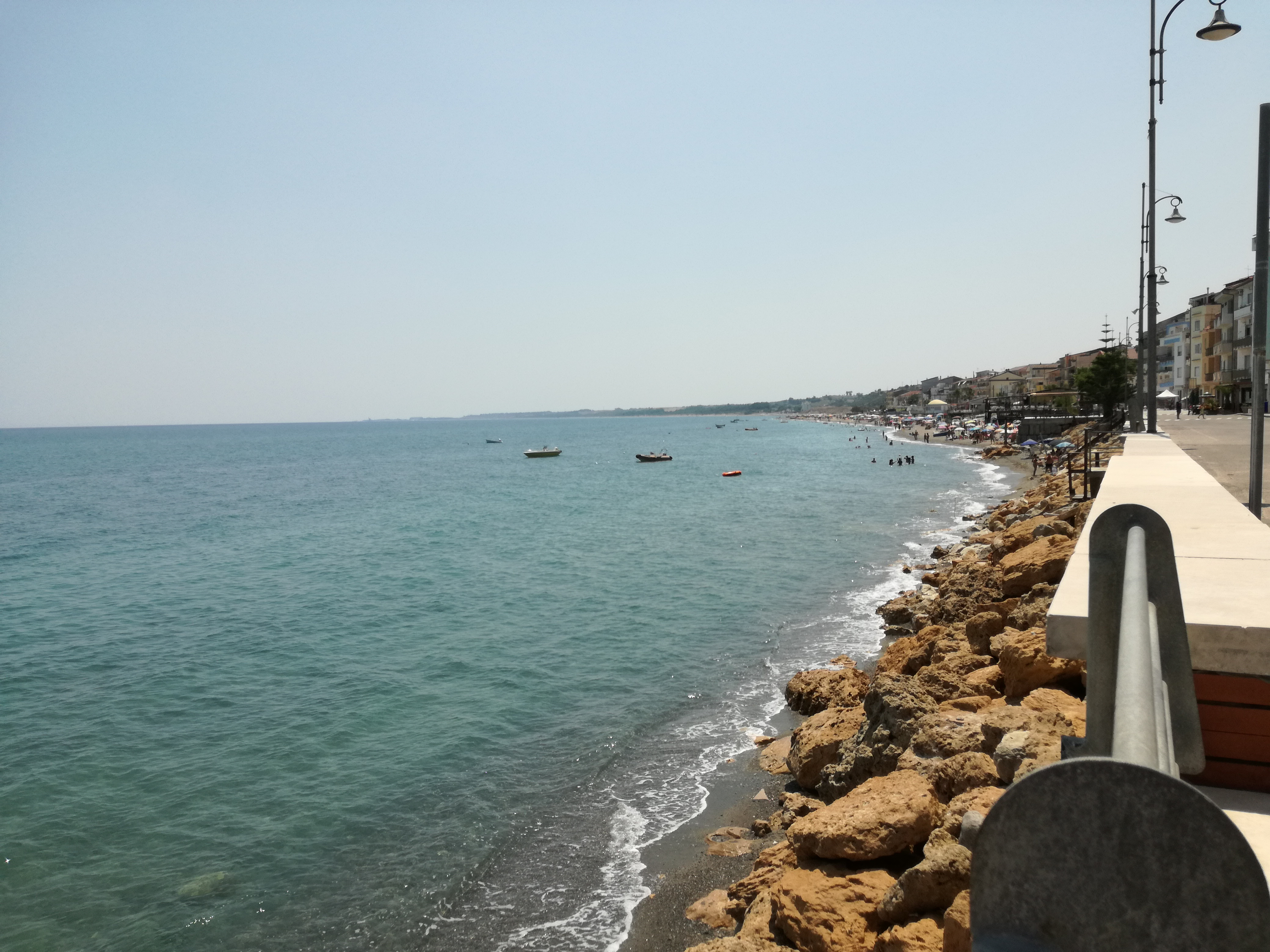
Pohled na Jónské moře a hlavní promenádu J. F. Kennedy

Torretta di Crucoli je italská vesnice, nejlidnatější část obce Crucoli. Jedná se o letovisko u Jónského moře v regionu Kalábrie, provincie Crotone. V Torrettě žije přibližně 2300 obyvatel.

## Historie
První písemné zmínky o Torrettě pocházejí z období římské republiky. Archeologické nálezy z 5.–8. století naznačují, že území dnešní Torretty bylo jádrem antické osady Paternum, ležící podél konzulské cesty Traianea Jonica. Kromě amfor, terakotových artefaktů či hrobů byly v 50. letech 20. století v bezprostřední blízkosti Torretty objeveny pozůstatky impozantní římské vily s lázněmi. Později byly nalezeny také mince, zdi a vodovod z antického období.
Osídlení vesnice začalo nabývat na významu až na počátku 20. století v souvislosti s rozvojem cestovního ruchu a výstavbou prvních obytných domů v blízkosti nábřeží. V této době byla vybudována také stanice s názvem Crucoli na Jónské železnici. Turismus v Torrettě dosáhl svého vrcholu v 60. až 90. letech.

## Cestovní ruch

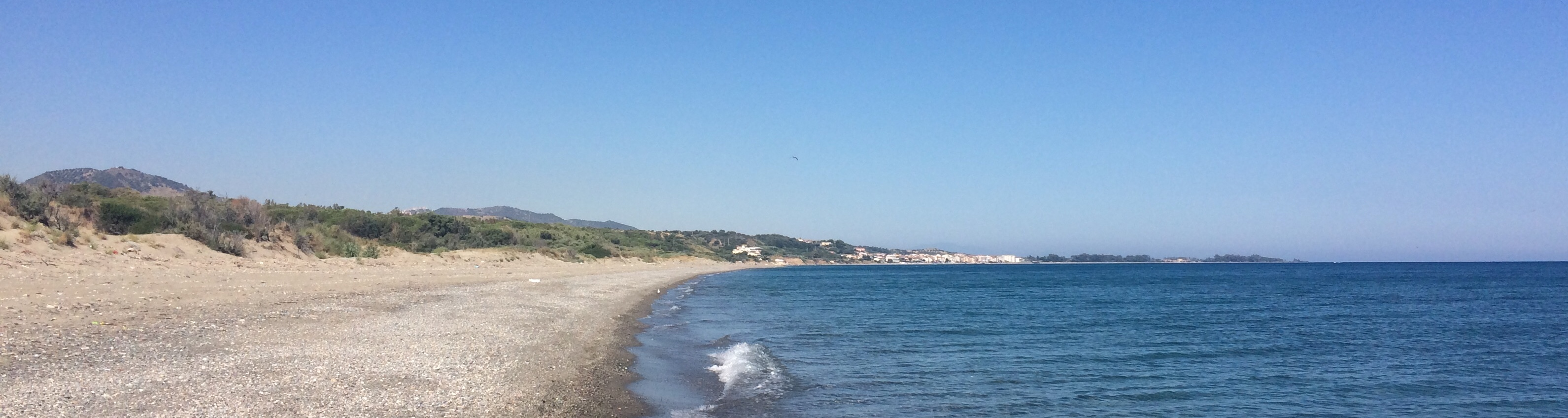
Pobřeží Jónského moře v Torrettě di Crucoli

Turistický ruch je v Torrettě situován okolo moře, kde se nachází rozsáhlé pláže, ale také tenisové hřiště nebo atrakce pro děti. Hlavní ulice, Viale J. F. Kennedy je v letních měsících lemována kavárnami a dalšími podniky zaměřenými na gastronomii.
Během koupací sezóny, zejména v srpnu, centrum výrazně ožívá, a to jak díky turistům, tak díky mnoha původním obyvatelům, kteří se přestěhovali do jiných měst a do zahraničí, ale vracejí se sem na dovolenou.
Zajímavostí je tradiční pokrm sardella, speciální pikantní omáčka z ryb a pikantního koření. Festival věnovaný tomuto pokrmu se do konce 80. let konal v Torrettě, v posledních letech[kdy?] byl přesunut do obce Crucoli, kam jsou v srpnu vypracovány speciální autobusy.

## Pamětihodnosti
Ve vesnici se nachází budova z druhé poloviny 15. století, zvaná "La Torretta" (v překladu "věž"), postavená po tureckých nájezdech a vyplenění lokality v roce 1577, v době, kdy Crucoli patřilo pod vládu rodiny D'Aquino. Jejím úkolem bylo chránit feudální statky u námořnictva a bránit místo, kde se nakládalo obilí, které feudálové prodávali neapolským obchodníkům. Torretta byla také vypleněna obyvateli Rossana 27. února 1764 během velkého hladomoru, který postihl Neapolské království.
V Torrettě a jejím okolí se nachází mnoho dalších historických budov, včetně vily Ciuranà z 18. století, románské vily Cassia a normanské vily Clausi, která byla prohlášena za národní památku. Jsou zde dva kostely: první stojí u silnice a je zasvěcený svatému Františkovi z Pauly; druhý kostel je zasvěcený Marii Matce. Místní vlakové nádraží bylo otevřeno v 50. letech.

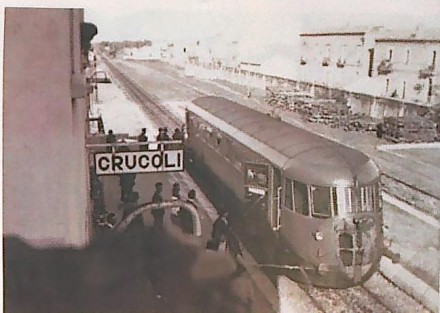
Vlakové nádraží v Torrettě v 50. letech

Ulice v osadě nesou pojmenování po významných bojovnících proti mafii: Giovanni Falcone, Paolo Borsellino a další.

## Geografie
Torretta se tyčí v nadmořské výšce 9 metrů nad mořem. Přestože je město obklopeno středně vysokými kopci, pobřeží je spíše nízké a písčité. Od počátku roku 2000 se pobřeží vyznačuje postupnou erozí, která zmenšuje šířku pláží.